# 29 a.C.
29 a.C. foi um ano comum do século I a.C. que durou 365 dias. De acordo com o Calendário Juliano, o ano teve início e terminou a uma quinta-feira. a sua letra dominical foi D.
| Ano completo                        |
| ----------------------------------- |
| Ano comum com início à quinta-feira |

## Eventos
- Caio César Otávio, pela quinta vez, e Sexto Apuleio, cônsules romanos.[1]
- Início das Guerras Cantábricas no contexto da Invasão romana da Península Ibérica.
- Criação da província romana da Lusitânia.